# ネネイ
ネネイ（Nenê）ことマイビネリ・ロドニー・イラリオ（Maybyner Rodney Hilário, 1982年9月13日 - ）はブラジルサンパウロ州サン・カルロス出身の元プロバスケットボール選手。ポジションはセンターまたはパワーフォワード。

## 経歴

### 生い立ち
サッカー王国ブラジルで生まれたネネイは周囲の子供たちと同様にサッカーに熱中して育ち、プロクラブの練習に参加するよう勧誘を受けたこともあったが、その後バスケットボールに転向。Instituto Alvaro Guiao高校卒業後、ブラジル国内リーグ(pt:Liga Ouro de Basquete)のCRヴァスコ・ダ・ガマに入団。2年目の2001-02シーズンには13.2得点10.1リバウンドのダブル・ダブルの成績を残した。2002年にはブラジル代表に入り、グッドウィル・ゲームズでの銅メダル獲得に貢献した。

### デンバー・ナゲッツ
2002年のNBAドラフトにエントリーし、1巡目全体7位指名でニューヨーク・ニックスから指名されるも、直後にデンバー・ナゲッツとの大型トレードが行われ、ナゲッツでNBAの選手生活が始まった。低迷していたナゲッツでは1年目のネネイも重用され、NBAデビュー戦でいきなり10得点11リバウンドのダブル・ダブルの数字を叩き出し、シーズン中盤からは先発に定着、平均10.5得点6.1リバウンドの成績を残し、オールルーキー1stチームに選ばれた。翌2003-04シーズンにはルーキーカーメロ・アンソニーを始め、アンドレ・ミラーやマーカス・キャンビーら優秀なメンバーが集い、ナゲッツは1995年以来のプレーオフ出場を果たし、ネネイも出場した全試合で先発起用された。しかしこのオフにナゲッツはPFのケニオン・マーティンを獲得したため、先発の座を彼に譲ることになった。さらに怪我にも悩まされ、2004-05シーズンの出場試合数は55試合に留まった。さらに翌2005-06シーズンは開幕戦の対サンアントニオ・スパーズ戦で前十字靭帯断裂に側副靭帯損傷、半月板損傷という大怪我を負い以後全試合欠場、このシーズンは僅か3分で終わってしまった。このオフにFAとなるネネイにとって、この怪我による長期欠場は最悪のタイミングであったが、ナゲッツは周囲の予想を覆す6年6000万ドルの長期高額契約をネネイと結んだ。復活を賭けた2006-07シーズンも怪我や12月16日のニューヨーク・ニックス戦に発生した乱闘騒動による出場停止処分などで18試合を欠場したが、マーティンが故障によりシーズンの大半を欠場したことで先発に返り咲きを果たした。プレーオフ1回戦のスパーズとのシリーズでは1勝4敗で敗れたものの、ネネイはリーグ最高選手の1人であるティム・ダンカンとのマッチアップで善戦を見せた。
これまで度々故障と戦ってきたネネイだが、今度は新たに癌とも戦うことになった。2007-08シーズン中に睾丸に腫瘍が発見され、1月に摘出手術を受けた。腫瘍は悪性だったものの転移はなく、3月には無事にコートに復帰できた。しかしシーズン終盤には再び故障で欠場を強いられた。
2008-09シーズン前にナゲッツは先発センターで守備の要だったマーカス・キャンビーが放出されたため、ネネイが先発に昇格したが、療養明けのネネイに先発センターの座が務まるのか不安視された。ところがシーズンが始まるとネネイは周囲の不安を一掃する活躍を見せ、自己最高の14.6得点7.8リバウンド1.3ブロック、FG成功率は60.4%でシャキール・オニールに次ぐリーグ2位だった。オフに行った肉体改造や綿密な健康管理が報われた形となり、ナゲッツはネネイの活躍やチャンシー・ビラップスの獲得で、24年ぶりのカンファレンス決勝に進出した。一時はNBAオールスターゲーム候補にも挙げられており、オールスター期間中を利用して結婚式を挙げるつもりだったネネイはスケジュールが重なることを不安がったが、オールスター選考からは漏れ、無事結婚式を挙げている。オフにはNBA最成長選手賞（MIP）の投票では5位に入った。
移籍するまでのその後のシーズンも高い水準の成績を維持した。2010-11シーズンにはフィールドーゴール成功率1位となる61.5%を記録した。

### ワシントン・ウィザーズ
2011-12シーズン、2011年のNBAドラフトで1巡目指名で入団したケネス・フェリードに出場機会を奪われるようになり、2012年3月15日、ナゲッツは2016年まで高額契約が残り、怪我の多かったネネイをロサンゼルス・クリッパーズなどが絡んだ三角トレードでワシントン・ウィザーズに放出した。ちなみにトレードが発表されたのは深夜0時過ぎで、ネネイが自宅マンションで睡眠中に発表されたために、発表された翌日の朝にネネイが目を覚ましてテレビのニュースを見ていた時に、初めてトレードに出されたことを知ったという。

### ヒューストン・ロケッツ
2016年7月6日、ヒューストン・ロケッツと1年契約を結んだ。10月26日、開幕戦のロサンゼルス・レイカーズ戦で、ベンチからの出場で7得点を記録した。2017年1月5日の、オクラホマシティ・サンダー戦でシーズンハイとなる18得点を
、このシーズンで12試合目の2桁得点となった。4月23日プレーオフでのキャリアハイとなる28得点をミス無しで記録し、オクラホマシティ・サンダー戦での勝利に貢献した。5月7日のカンファレンス準決勝第4戦のサンアントニオ・スパーズ戦で、左鼠径部内転筋断裂し、残りシーズン、全休が決まった。
2018年7月3日、ロケッツと3年1000万ドルの契約に合意した。

## プレースタイル
ゴール付近でのオフェンス能力があり、屈強な肉体と運動能力を武器に豪快なダンクを豪快に決める。チームオフェンスをよく理解しキックアウトパスもうまく、無理なオフェンスをしないためフィールドゴール成功率は高く、シーズン10位以内を5回記録し、その内1回は1位であった（2010-11シーズンの61.5%）。また速攻の先頭を切れるだけの走力もある。ディフェンス面ではあまり数字に残るタイプではない。最大の悩みの種は怪我の多さで、特にシーズン開始直後に故障し、過去2シーズンを丸々棒に振っている点である。

## その他
- 愛称の“Nenê”は「赤ん坊」の意。家族や周囲の友人から呼ばれていた。2003年に登録選手名をNenêに変更した。
- 入団当初は坊主頭だったが、現在はコーンロウがトレードマークである。

## 個人成績

### NBA

#### レギュラーシーズン
| シーズン   | チーム     | GP  | GS  | MPG  | FG%   | 3P%  | FT%  | RPG | APG | SPG | BPG | TO  | PPG  |
| ---------- | ---------- | --- | --- | ---- | ----- | ---- | ---- | --- | --- | --- | --- | --- | ---- |
| 2002–03    | DEN        | 80  | 53  | 28.2 | .519  | .000 | .578 | 6.1 | 1.9 | 1.6 | .8  | 2.3 | 10.5 |
| 2003–04    | DEN        | 77  | 77  | 32.5 | .530  | .000 | .682 | 6.5 | 2.2 | 1.5 | .5  | 2.4 | 11.8 |
| 2004–05    | DEN        | 55  | 18  | 23.9 | .503  | .000 | .660 | 5.9 | 1.5 | .9  | .9  | 1.7 | 9.6  |
| 2005–06    | DEN        | 1   | 0   | 3.0  | .000  | ---  | ---  | .0  | .0  | .0  | .0  | 2.0 | .0   |
| 2006–07    | DEN        | 64  | 42  | 26.8 | .570  | .000 | .689 | 7.0 | 1.2 | 1.0 | .9  | 2.0 | 12.2 |
| 2007–08    | DEN        | 16  | 1   | 16.6 | .408  | .000 | .551 | 5.4 | .9  | .6  | .9  | 1.3 | 5.3  |
| 2008–09    | DEN        | 77  | 76  | 32.6 | .604  | .200 | .723 | 7.8 | 1.4 | 1.2 | 1.3 | 1.9 | 14.6 |
| 2009–10    | DEN        | 82* | 82* | 33.6 | .587  | .000 | .704 | 7.6 | 2.5 | 1.4 | 1.0 | 1.5 | 13.8 |
| 2010–11    | DEN        | 75  | 75  | 30.5 | .615* | .200 | .711 | 7.6 | 2.0 | 1.1 | 1.0 | 1.8 | 14.5 |
| 2011–12    | DEN        | 28  | 27  | 29.5 | .509  | .000 | .677 | 7.4 | 2.2 | 1.3 | .9  | 2.8 | 13.4 |
| 2011–12    | WAS        | 11  | 6   | 25.8 | .607  | .000 | .657 | 7.5 | 1.7 | .5  | 1.2 | 1.7 | 14.5 |
| 2011-12計  | WAS        | 39  | 33  | 28.5 | .537  | .000 | .673 | 7.5 | 2.1 | 1.1 | 1.0 | 2.5 | 13.7 |
| 2012–13    | WAS        | 61  | 49  | 27.2 | .480  | .000 | .729 | 6.7 | 2.9 | .9  | .6  | 2.3 | 12.6 |
| 2013–14    | WAS        | 53  | 37  | 29.4 | .503  | .200 | .583 | 5.5 | 2.9 | 1.2 | .9  | 2.2 | 14.2 |
| 2014–15    | WAS        | 67  | 58  | 25.3 | .511  | .200 | .604 | 5.1 | 1.8 | 1.0 | .3  | 1.9 | 11.0 |
| 2015–16    | WAS        | 57  | 11  | 19.2 | .544  | .000 | .578 | 4.5 | 1.7 | .9  | .5  | 1.3 | 9.2  |
| 2016–17    | HOU        | 67  | 8   | 17.9 | .617  | .333 | .589 | 4.2 | 1.0 | .8  | .6  | 1.1 | 9.1  |
| 2017–18    | HOU        | 52  | 4   | 14.6 | .569  | .000 | .636 | 3.4 | .9  | .5  | .3  | .7  | 6.5  |
| 通算：16年 | 通算：16年 | 923 | 624 | 26.8 | .548  | .140 | .660 | 6.2 | 1.8 | 1.1 | .8  | 1.8 | 11.7 |

#### プレーオフ
| シーズン   | チーム     | GP | GS | MPG  | FG%  | 3P%  | FT%   | RPG | APG | SPG | BPG | TO  | PPG  |
| ---------- | ---------- | -- | -- | ---- | ---- | ---- | ----- | --- | --- | --- | --- | --- | ---- |
| 2004       | DEN        | 5  | 5  | 26.4 | .444 | ---  | .538  | 5.0 | 3.0 | 1.0 | .6  | 1.8 | 7.8  |
| 2005       | DEN        | 5  | 0  | 20.2 | .429 | ---  | .652  | 5.0 | .4  | .4  | .4  | 1.0 | 6.6  |
| 2007       | DEN        | 5  | 5  | 35.8 | .585 | ---  | .778  | 7.8 | 2.4 | .6  | .6  | 2.6 | 15.2 |
| 2008       | DEN        | 3  | 0  | 10.0 | .556 | ---  | 1.000 | 2.3 | .3  | .7  | .3  | .7  | 4.3  |
| 2009       | DEN        | 16 | 16 | 32.8 | .548 | ---  | .657  | 7.5 | 2.6 | 1.3 | .6  | 1.9 | 11.5 |
| 2010       | DEN        | 5  | 5  | 33.8 | .621 | ---  | .583  | 5.8 | 2.2 | 1.2 | .2  | .8  | 11.4 |
| 2011       | DEN        | 5  | 5  | 32.4 | .478 | ---  | .563  | 9.0 | 1.6 | 1.0 | .8  | 1.6 | 14.2 |
| 2014       | WAS        | 10 | 10 | 32.5 | .464 | ---  | .346  | 5.3 | 2.6 | .9  | 1.1 | 1.7 | 13.7 |
| 2015       | WAS        | 10 | 10 | 25.7 | .447 | ---  | .478  | 6.6 | 1.5 | .9  | .3  | 1.4 | 7.9  |
| 2017       | HOU        | 9  | 0  | 17.9 | .706 | .000 | .581  | 4.7 | .6  | .7  | .4  | 1.0 | 10.0 |
| 2018       | HOU        | 11 | 0  | 9.7  | .600 | ---  | .636  | 2.5 | .5  | .2  | .5  | .7  | 2.8  |
| 出場：11回 | 出場：11回 | 84 | 56 | 25.6 | .522 | .000 | .589  | 5.7 | 1.7 | .8  | .6  | 1.4 | 9.6  |

#### レギュラーシーズン1試合記録
- 得点：30（2013年11月26日、2014年2月22日）
- リバウンド：17（2007年3月26日）
- アシスト：9（2014年1月15日）
- スティール：6（2004年2月2日、2010年1月2日）
- ブロック：5（2009年2月3日）
- フリースロー成功：12（2010年4月12日、2010年11月20日）

#### プレーオフ1試合記録
- 得点：28（2017年4月23日）
- リバウンド：14（2009年4月19日）
- アシスト：6（2009年5月21日、2009年5月25日）
- スティール：3（2009年4月25日、2015年5月13日）
- ブロック：3（2009年5月11日、2011年4月23日）
- フリースロー成功：12（2011年4月20日）